# Compsibidion graphicum
Compsibidion graphicum är en skalbaggsart som först beskrevs av Thomson 1867.  Compsibidion graphicum ingår i släktet Compsibidion och familjen långhorningar.
Artens utbredningsområde är Paraguay. Inga underarter finns listade i Catalogue of Life.